# Trematocara marginatum
Trematocara marginatum es una especie de peces de la familia Cichlidae en el orden de los Perciformes.

## Morfología
Los machos pueden llegar alcanzar los 9,8 cm de longitud total.

## Distribución geográfica
Se encuentra en África: lago Tanganika.